# Lao (etnia)
I lao (talvolta laotiani o laosiani) sono un gruppo etnico tai originario del Sud-est asiatico, che parla la lingua eponima nella famiglia delle lingue tai-kadai.
Sono il gruppo etnico maggiore del Laos, dove compongono il 53,2% della popolazione, e la maggior parte dei loro professa il buddhismo theravada. In Thailandia, i lao sono concentrati nella regione dell'Isan, da dove molti sono emigrati per lavorare in altre parti del paese, soprattutto a Bangkok. Parlano vari dialetti della lingua lao e di quella isan, che sono spesso considerate come una lingua unica. Molti abitanti dell'Isan si considerano thai a tutti gli effetti, come risultato della campagna governativa di thaificazione del XX secolo; tuttavia, conservano stretti legami culturali con i lao.

## Storia

### Origini
Secondo la principale leggenda dei lao, nel VII secolo il mitico re dei popoli tai Khun Borom Rachathiriat (ຂຸນບໍຣົມຣາຊາທິຣາດ in lingua lao) fondò il suo regno nell'odierna Dien Bien Phu. Secondo tale leggenda Khun Borom era associato alla creazione del mondo, ebbe sette figli ai quali assegnò altrettanti regni, e in particolare il principe Khun Lo, che nel 698 fondò il Regno di Mueang Suea, l'attuale Luang Prabang. Lo Stato conservò l'indipendenza per un centinaio d'anni prima di cadere sotto l'influenza del Regno di Nanzhao, situato nell'odierno Yunnan. In seguito i khmer, stanziati nell'odierna Cambogia, conquistarono la maggior parte dei territori compresi tra il golfo del Siam ed il sud dello Yunnan.
I lao vengono considerati uno dei popoli tai che migrarono dalla Cina del sud-ovest al sud-est asiatico. La prima citazione riguardante i tai,  come coltivatori nella Cina del sud, viene da alcune annotazioni cinesi che risalgono al VI secolo d.C.
I tai migrarono dalla regione dello Yunnan spinti dai vari conflitti del regno di Nanzhao e, nel XIII secolo, dalle invasioni mongole, e si stanziarono in varie ondate nel sudest Asia a partire dal I millennio d.C. In quel periodo l'etnia dominante della regione era quella mon-khmer.
I tai si diffusero in un vasto territorio che comprende l'India nordorientale, nell'Assam, fino all'isola di Hainan, e dal Sichuan in Cina fino al sud della Thailandia.

### Espansione nel sud-est asiatico
Le varie etnie in cui si suddivisero i tai in sudest Asia furono: gli shan in Birmania, i lao nell'alto Mekong ed i thai nell'odierna Thailandia.
I lao si affermarono sottomettendo diverse etnie mon-khmer e si stabilirono nella fertile pianura del Mekong, divenendo così i lao loum (lao bassi o di pianura), costringendo nelle zone di bassa montagna i mon-khmer, che presero il nome di lao theung (lao intermedi). Altre etnie dell'odierno Laos sono comprese nel gruppo dei lao soung (lao alti o di montagna), a cui appartengono le tribù di montagna, che vivono in uno stato più primitivo delle precedenti.

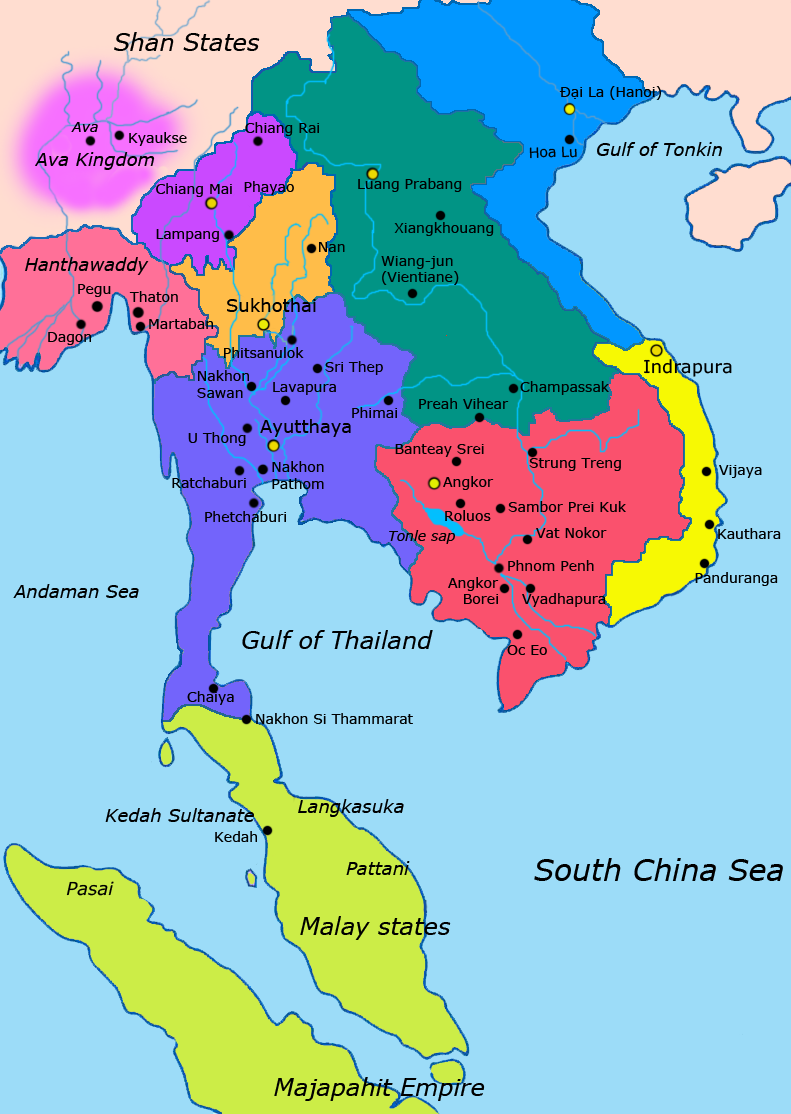
In verde il regno lao di Lan Xang nel 1400

### Il Regno di Lan Xang
Il primo vero regno dei lao fu quello di Lan Xang, che significa un milione di elefanti, fondato nel 1354 dal principe di etnia lao Fa Ngum di Luang Prabang. Questi sposò una figlia del re khmer e conquistò un territorio che andava dalla Cina meridionale fino all'odierna frontiera lao-cambogiana, e dall'altopiano di Korat alla catena Annamita.
Le lotte tra le fazioni della nobiltà portarono alla disgregazione dello Stato, che all'inizio del XVIII secolo si suddivise nei regni di Luang Prabang a nord, di Vientiane al centro e di Champasak a sud.

### Le colonizzazioni thai e francese
Verso la fine del XVIII secolo, il Siam, antico nome della Thailandia, conquistò questi regni facendone degli Stati vassalli e si annetté l'odierno Isan. Quando la rivolta di Vientiane (1826-1829) contro il Siam fallì, vi furono ingenti deportazioni di popolazione dal moderno Laos verso l'Isan, lasciando il Laos stesso scarsamente popolato.
Con l'avvento delle potenze coloniali, il Siam dovette cedere il Laos all'Indocina francese alla fine del XX secolo, conservando però la maggior parte della sponda occidentale del Mekong, che divenne così l'Isan, una parola derivante dal sanscrito che significa nord-est. I francesi protessero il Laos dall'espansione territoriale e culturale siamese.

### L'indipendenza
A seguito della battaglia di Dien Bien Phu nel 1954, in cui i vietnamiti sconfissero i francesi che furono costretti a lasciare l'Indocina, ed alle lotte del locale movimento comunista Pathet Lao, il Laos raggiunse l'indipendenza.
Sia la Thailandia che il Laos hanno sviluppato delle campagne per trasformarsi in stati nazione incentrati sulla popolazione thai e lao rispettivamente. Nell'Isan questo ha comportato un processo di assimiliazione culturale conosciuto come "thaificazione", con cui il governo di Bangkok ha rafforzato la lealtà della popolazione verso la Thailandia. Molti giovani si autodefiniscono isan, riconoscendo la propria appartenenza al popolo thai alla Thailandia. In Laos, viceversa, lo stesso processo è incentrato sulla conservazione della lingua lao e della cultura nazionale.

## Distribuzione
In Laos, vi sono circa 3,5 milioni di lao, che costituiscono circa il 50% della popolazione (il resto è per lo più costituito da appartenenti alle tribù delle colline) e sono la maggior parte dei lao loum (lao bassi o di pianura). I lao costituiscono circa un terzo della popolazione thailandese: la principale concentrazione è nell'Isan (circa 15 milioni di persone) e a Bangkok (dove vivrebbero circa un milione di emigranti dell'Isan). Esistono altre popolazioni di etnia lao nella Thailandia Centrale, ma sono state per lo più incorporate nella popolazione thai. Piccole comunità lao esistono in Cambogia, residenti principalmente nel territorio di frontiera di Stung Treng (Xieng Teng in Lao) ed in Vietnam. Altri lao sono sparsi per il mondo, la maggior parte dei quali sono emigrati dopo la presa del potere da parte del Pathet Lao e durante la guerra civile laotiana.

## Lingua
I lao parlano la lingua lao, l'isan, che fanno parte delle lingue tai-kadai e si articolano in vari dialetti. Il dialetto di Vientiane è stato adottato come lao standard in Laos; non esiste un dialetto standard dell'Isan e la maggior parte dei dialetti sono mutuamente comprensibili con il lao di Vientiane. Le principali differenze tra il lao e l'isan sono dovute sia all'introduzione di parole thai nell'isan che all'adozione di neologismi introdotti dalla fine del XIX secolo (p.e. "motocicletta" si dice lot motorsai in Isan e lot jak in Laos). La lingua isan viene scritta con l'alfabeto thai.
Data la similarità fra le due lingue, quasi tutti i lao parlano thai, inoltre la fascia di popolazione scolarizzata nata prima del 1960 parla il francese, retaggio dell'epoca coloniale. Negli ultimi decenni la lingua inglese è la più studiata fra le lingue straniere.

## Cultura
Isan e Laos sono due regioni povere economicamente a causa del terreno relativamente poco fertile e del clima secco. Lo stile di vita è quello dell'agricoltura di sussistenza con pochi centri urbani.
Laos ed Isan condividono come religione il Buddhismo Theravada. Le cucine indigene del Laos e dell'Isan sono molto simili, gli ingredienti principali sono salsa di pesce, chilli e riso glutinoso. La cucina Lao ha assorbito qualche piatto della cucina francese ed alcuni da quella vietnamita. La povertà delle aree rurali del Laos costringe ad un'alimentazione più limitata rispetto a quella dell'Isan.
Laos ed Isan condividono la musica popolare chiamata mor lam, basata sul suono del khèn, considerato lo strumento nazionale laotiano. Dagli anni ottanta la mor lam dell'Isan ha esercitato una grande influenza su quella del Laos. Il tradizionale saluto laotiano è il nop, l'inchino a mani giunte mutuato dalla tradizione indiana e comune con il wai thailandese, il sampeah cambogiano ed il namasté indiano, cingalese e nepalese.